# Izacyl Guimarães Ferreira
Izacyl Guimarães Ferreira (Rio de Janeiro, 22 de setembro de 1930) é um poeta, publicitário e diplomata brasileiro.

## Biografia
Estudou Direito  e Letras Neolatinas, Trabalhou em Publicidade, Comunicação e Diplomacia, no Brasil, no Uruguai, na Venezuela, na Colômbia e nos Estados Unidos.
Foi diretor da UBE-União Brasileira de Escritores em diversos mandatos. Foi editor do jornal e da revista O Escritor, publicação oficial da entidade.
Seu livro de estreia, Os endereços, publicado em 1953, obteve o Prêmio Hipocampo para autores inéditos, e encerrou as celebradas edições de luxo impressas manualmente por Geir Campos e Thiago de Mello.
Em 2008, seu livro Discurso Urbano ganhou o Prêmio ABL de Poesia, da Academia Brasileira de Letras.

## Obras
- Os fatos fictícios : poesia, 1950-1980 (1980)
- Memórias da guerra (1991)
- Entre os meus semelhantes (1994)
- Passar a voz (1996)
- E vou e vamos, águas emendadas : poesia (1998)
- Ocupação dos sentidos : poesia (2001)
- A conversação (2008)
- ''Discurso urbano (2008)
- Na duração da matéria : 2001-2010 (2010)
- As ilhas (2011)
- Altamira e Alexandria (2013)